# Dekzandrug Maldegem-Stekene

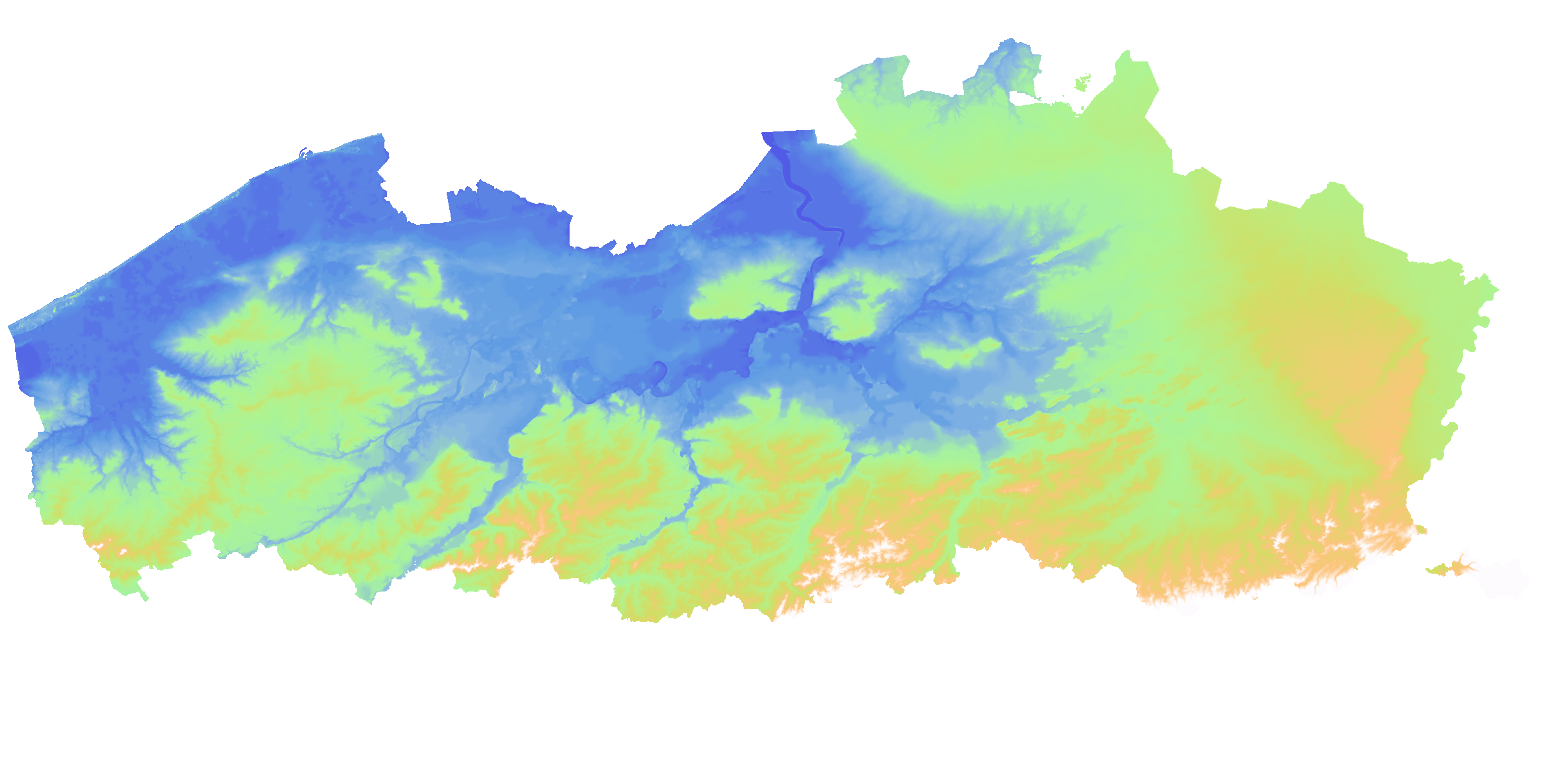
De dekzandrug Maldegem-Stekene komt ook tot uiting op de reliëfkaart van Vlaanderen, als een smalle, lichtgekleurde band in het noorden van Oost- en West-Vlaanderen.

De dekzandrug Maldegem-Stekene, of ruimer gezien de dekzandrug Verrebroek-Gistel, is een langgerekte verhoging in het landschap in het noorden van de provincies Oost- en West-Vlaanderen. De west-oost georiënteerde dekzandrug is gemiddeld 2 tot 4 meter hoog, enkele honderden meters breed en is in totaal zo'n 90 km lang. De zuidflank is vaak relatief steil, terwijl de noordflank zacht afhelt. De rug vormt de grens tussen Zandig Vlaanderen en de polders.
De dekzandrug ontstond in het Weichseliaan toen overwegend noordenwinden het zand uit de drooggevallen Noordzee aanvoerden. Sindsdien vormde de rug een aantrekkingspool in een verder grotendeels onbewoonbaar moerassig bosgebied, met enkele nederzettingen en de Antwerpse Heirweg, minstens deels van Romeinse oorsprong, tot gevolg. Ook nu nog is de meeste bebouwing in de streek gelokaliseerd op de zandrug. 

## Scheldedelta
Tot op het einde van het Weichseliaan stroomde de Schelde vanaf Gent noordwestwaarts richting Noordzee om uit te monden ter hoogte van Zeebrugge. De oostelijke zijrivieren van de Schelde, zoals de Dender, Zenne en Rupel, stroomden via de (toen veel bredere) Durme in westwaartse richting eveneens naar Zeebrugge, waar ze een delta vormden met de Schelde. Toen echter de dekzandrug van Maldegem-Stekene werd aangeblazen, raakte de noordwestelijke doorgang verstopt. Aan de zuidrand van de dekzandrug vormde zich een groot meer, met de Moervaartdepressie als zwaartepunt. Snel vonden de Schelde en haar bijrivieren echter een nieuwe uitweg via Antwerpen (het doorbraakdal van Hoboken), en stroomde het meer langzaam leeg.